# Megaselia laticrus
Megaselia laticrus är en tvåvingeart som beskrevs av Schmitz 1927. Megaselia laticrus ingår i släktet Megaselia och familjen puckelflugor. Inga underarter finns listade i Catalogue of Life.